# Kamil Poźniak
Kamil Poźniak (Krasnystaw, 11 dicembre 1989) è un calciatore polacco, centrocampista svincolato.

## Carriera

### Club
Nel febbraio del 2011 ha firmato un contratto quinquennale con il Lechia Danzica.

### Nazionale
Ha debuttato con la nazionale Under-21 il 7 settembre 2010, nella sconfitta in trasferta per 0-1 contro la Spagna.